# Grote planeet
Grote planeet (Engels: Big Planet) is een sciencefictionroman van de Amerikaanse schrijver Jack Vance. 

## Het verhaal
Claude Glystra is hoofd van een aardse commissie belast om het reilen en zeilen van de grote Planeet en haar aardse enclave te onderzoeken. Men is namelijk bezorgd over de Bajarnum van Beaujolais, die zijn rijk alsmaar uitbreidt. Hun ruimteschip wordt echter gesaboteerd en stort ver van de Aardcentrale neer. Glystra en zijn metgezellen besluiten de 40.000 mijl lange tocht aan te vatten. Onderweg komen ze de vreemdste steden en volkeren tegen. 4 man van zijn commissie laten het leven. Toch slagen ze er in de Bajarnum gevangen te nemen en uiteindelijk de Aardcentrale te bereiken.

## Achtergronden bij het verhaal
Dit verhaal is het eerste Vance-verhaal dat zich afspeelt op Grote Planeet, een wereld met een diameter van 40000 km, waarvan de zwaartekracht, ondanks de planeetomvang, slechts iets hoger is dan die van de aarde. Metaalerts en metaal is schaars, wat een beperking oplegt aan de lokale culturen van de bewoners. Grote planeet ligt buiten de jurisdictie van de Aarde en is daardoor bevolkt geraakt door groepen die om uiteenlopende redenen de aarde wensten te verlaten: non-conformisten, anarchisten, misantropen, sektariërs, zonderlingen, et cetera. Het boek Circuswereld speelt zich ook in deze setting af.